# Веприк (Ичнянский район)
Веприк (укр. Веприк) — село,
Монастирищенский сельский совет,
Ичнянский район,
Черниговская область,
Украина.
Код КОАТУУ — 7421786802. Население по переписи 2001 года составляло 20 человек .

## Географическое положение
Восточнее на заболоченном массиве берёт начало река Веприк. Село Веприк находится на расстоянии в 1 км от посёлка Мирное и в 4-х км от села Монастырище.
Рядом проходят автомобильная дорога Т-2527 и
железная дорога, станция Яхновка в 1-м км.

## История
- 1600 год — дата основания.
- Хутор был приписан к церкви Рождества Богородицы в Монастырище[2]
- На владельческом хуторе Греков (Грецкий) в 1859 году было 12 дворов где проживало 89 человек (46 мужского и 43 женского пола)[3]
- Естьна карте 1869 года как хутор Грецкий[4]
- До 1945 года назывался хутор Грецкий[5]